# 도요우케촌
도요우케촌(일본어: 豊受村)은 일본 군마현 사와군에 속해있던 촌이다. 현재의 이세사키시에 해당한다.

## 역사
- 1889년 4월 1일 - 정촌제 시행에 의해 나와군 도요우케촌이 성립하였다.
- 1896년 4월 1일 - 군 합병과 함께 미야고촌, 나와촌, 도요우케촌이 사와군에 소속되었다.
- 1955년 3월 25일 - 미야고촌, 나와촌과 함께 이세사키시에 편입되었다.

## 참고 문헌
- 角川日本地名大辞典編纂委員会, 『角川日本地名大辞典 10 群馬県』1988, 角川書店